# Prêmio Saúde InBev-Baillet Latour
Prêmio Saúde InBev-Baillet Latour (em inglês:  InBev-Baillet Latour Health Prize) é um prêmio em medicina concedido para Fundação InBev Baillet-Latour (anteriormente Fundação Artois Baillet-Latour e também Fundação Interbrew Baillet-Latour).
Até 1995 foi denominado Artois-Baillet Latour Health Prize e depois até 2004 Interbrew-Baillet Latour Health Prize. Foi concedido bianualmente até 1999 e depois anualmente, sendo dotado com 250.000 euros. Desde 2006 é concedido para pesquisas sobre doenças neuronais, doenças infecciosas, câncer, doenças cardiovasculares e doenças metabólicas.
Foi criado em 1977 por Alfred de Baillet Latour, proprietário da cervejaria Stella Artois (pertencente atualmente à Anheuser-Busch InBev), que fundou a Fundação Artois-Baillet Latour em 1974.

## Recipientes
- 1979 James Black
- 1981 Cyril Clarke
- 1983 Jean Bernard
- 1985 Jon van Rood
- 1987 Viktor Mutt, Tomas Hökfelt
- 1989 Walter Fiers
- 1991 Thomas Waldmann
- 1993 Jean-François Borel
- 1995 Roger Tsien
- 1997 Michael Sela
- 1999 Julien Mendlewicz
- 2000 Jacques van Snick, Jean-Christophe Renauld
- 2001 Jan Van Embden
- 2002 Robert M. Krug
- 2003 Nancy Coover Andreasen
- 2004 Elio Lugaresi
- 2005 Désiré Collen, Peter Carmeliet
- 2006 Hidde Ploegh
- 2007 Horst-Peter Seeburg
- 2009 Kari Alitalo, Seppo Ylä-Herituala
- 2010 Stephen O'Rahilly
- 2011 Jean-Laurent Casanova
- 2012 Gero Miesenböck
- 2013 Carlo M. Croce
- 2014 Harry C. Dietz
- 2015 Bruce Spiegelman
- 2016 Charles M. Rice
- 2017 Adriano Aguzzi
- 2018 Laurence Zitvogel, Guido Kroemer[1]